# Learara

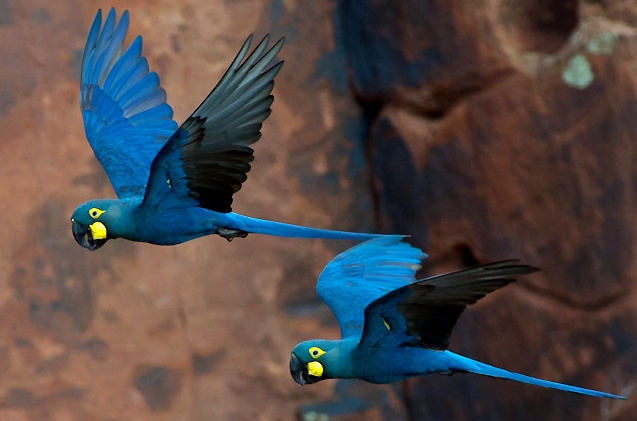
Leararas im Flug

Der Learara (Anodorhynchus leari), auch Lears Ara oder Kleiner Hyazinthara genannt, ist eine stark gefährdete Art der Neuweltpapageien. Benannt wurde sie nach dem englischen Vogelmaler Edward Lear (1803–1888).

## Entdeckung und Beschreibung

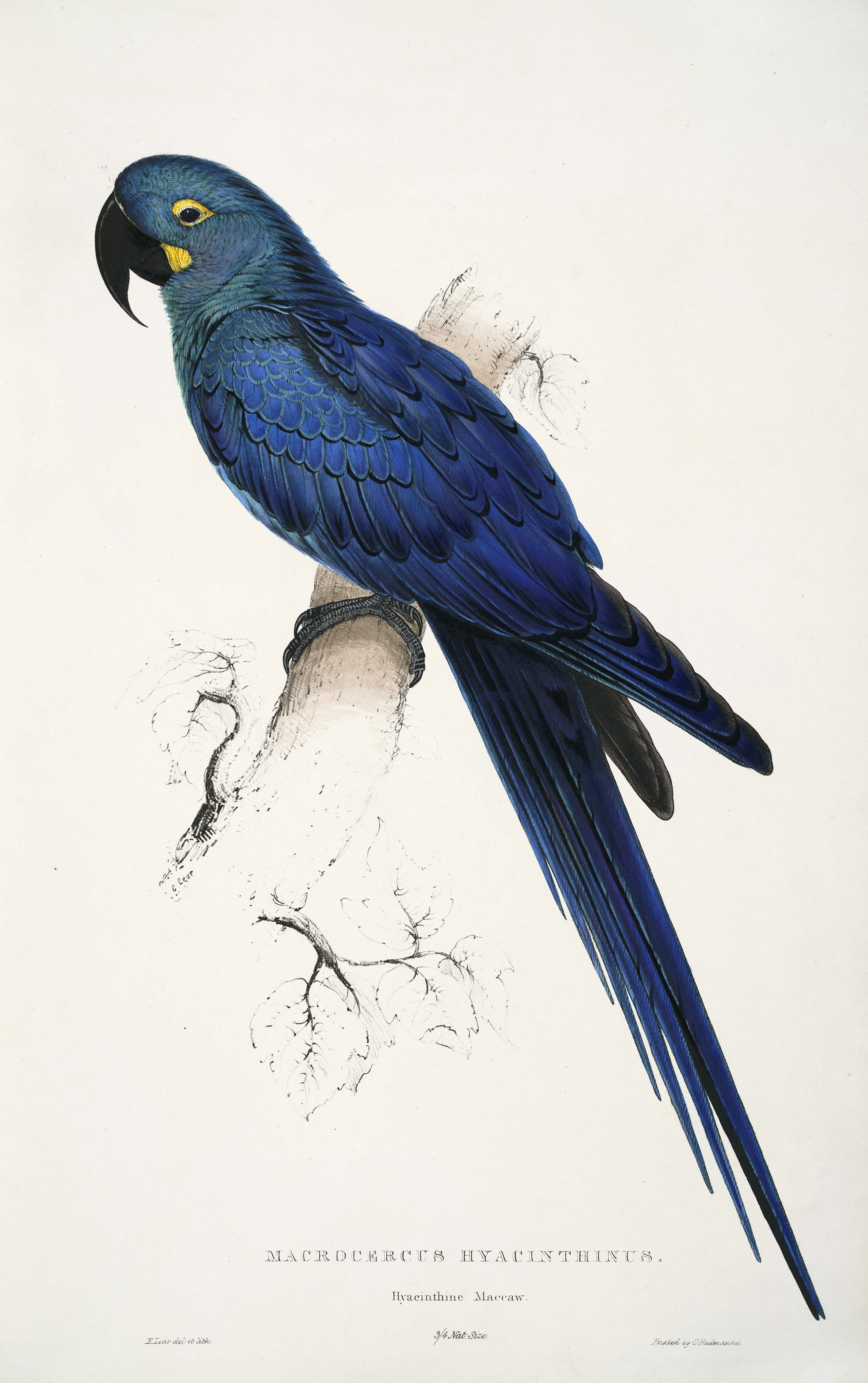
Illustration eines Leararas von Edward Lear
(Diese Abbildung und ein Balg im Naturkundemuseum Paris liegen der Artbeschreibung zu Grunde.)

Mitte des 19. Jahrhunderts fiel unter den nach Europa als Bälge oder lebende Tiere importierten blauen Aras (der damals noch nicht ausgestorbene Türkisara und der deutlich größere Hyazinthara) eine weitere blaue Araart auf. Der italienische Ornithologe Charles Lucien Bonaparte beschrieb die Art 1856, nachdem er eine Abbildung von Edward Lear gesehen und einen Balg der Art im Naturhistorischen Museum in Paris gefunden hatte. Leararas sind mit ca. 72 cm Länge deutlich kleiner als die 100 cm großen Hyazintharas, ihr Gefieder ist vorherrschend blau, die Flügel- und Schwanzoberseite kobaltblau und die Schwanzunterseite dunkelgrau. Die unbefiederte Region an der Basis des Unterschnabels ist gelb. Leararas besitzen einen unbefiederten gelben Augenring, die Iris ist dunkelblau, der Schnabel grau-schwarz, und die Füße haben eine dunkelgraue Färbung.
Eine an Balgmaterial und fossilen Funden vom Herculano Alvarenga durchgeführte Studie, die auch die historischen Verbreitungsgebiete des ausgerotteten Meerblauen Aras (Anodorhynchus glaucus) mit dem des Learara vergleicht, kommt aufgrund der weitgehenden Übereinstimmung u. a. der Maße beider Arten zu dem Ergebnis, dass beide Arten nur Unterartstatus besitzen. Aufgrund der Prioritätsregel würden sich folgende neue Bezeichnungen ergeben: Anodorhynchus glaucus glaucus als Nominatform und Anodorhynchus glaucus leari für den Learara.

## Verbreitung und Habitat

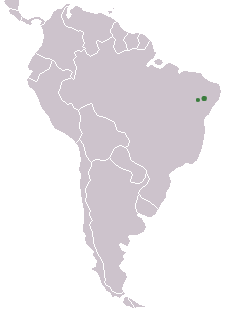
Verbreitungsgebiet (grün)

Obwohl Leararas als lebende Tiere in Gefangenschaft, auf Abbildungen und als Balg 1856 von Charles Lucien Bonaparte beschrieben waren, konnte erst Helmut Sick nach jahrzehntelanger Suche 1978 das Verbreitungsgebiet der Art ermitteln. Das heutige Verbreitungsgebiet ist extrem klein, er kommt nur in der semiariden Region von Bahia im Nordosten von Brasilien vor. Derzeit ist nur ein gesichertes Vorkommen bekannt, der größte Teil der Population von wenigen hundert Tieren lebt auf dem Gebiet der Farm von Otavio de Farias.

## Freileben

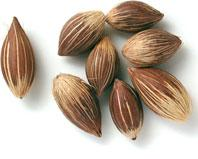
Kerne der Früchte der Licuri-Palme

Hauptnahrung der Art sind die Nüsse der Licuri-Palmen (Syagrus coronata). Bis zu 350 Nüsse werden pro Tier und Tag verzehrt. Weitere Nahrungspflanzen sind Melanoxylon sp., Atropha pohliana, Dioclea sp., Spondias tuberosa, Mais und die Blüten von Agave sp. Um an die Nahrungspflanzen zu gelangen, werden weite Wege in Kauf genommen. Die Brutzeit liegt zwischen Februar und April, oft fliegen zwei Jungtiere aus.
Die Tiere brüten und schlafen nicht in Baumhöhlen, sondern nutzen Höhlen in einer Felswand, die als Cliffs bezeichnet werden. Bisher liegen erst wenige Erkenntnisse über das Verhalten der Art im Freiland und in Gefangenschaft vor.

## Gefährdung und Schutz
Die Populationsgröße betrug 2001 gerade 246 Tiere. Bis zum Jahr 2016 hatte die Population auf ca. 1300 Vögel zugenommen. Diverse Schutzmaßnahmen, insbesondere der Rückgang der illegalen Nachstellung, haben zu dem Bestandsanstieg geführt. Da nur ein Bruchteil der Vögel tatsächlich brütet, wird der Brutbestand auf ca. 130 Paare geschätzt. Aufgrund des kleinen Verbreitungsgebiets wurde die Art Anfang des 21. Jahrhunderts als vom Aussterben bedroht (critically endangered) eingestuft, seit 2009 gilt sie in der Roten Liste der IUCN als stark gefährdet (endangered).
Zur Stabilisierung der Nahrungsgrundlage des Leararas förderte der Fonds für bedrohte Papageien ein Arbeitskreis der Zoologischen Gesellschaft für Arten- und Populationsschutz die Bewässerung von Nahrungspflanzen. Im Loro Parque und bei Al Wabra wird versucht, eine Gefangenschaftspopulation aufzubauen. Weitere Freilanduntersuchungen laufen.